# Carta de Eremin
La Carta de Eremin es un documento de autenticidad disputada y dudosa compuesto de una carta escrita supuestamente en 1913 por un alto mando de la Ojrana (la policía secreta zarista del imperio ruso) en la que se asegura que el dictador soviético Iósif Stalin fue un informante confidencial de las autoridades zaristas durante gran parte de su tiempo como revolucionario comunista y que Stalin se había unido al Partido Obrero Socialdemócrata de Rusia (predecesor del Partido Comunista de la Unión Soviética) con el propósito de infiltrarlo y ayudar a desbandarlo.
La carta habría sido escrita por el Coronel Alexander Eremin y hecha pública en el mundo occidental alrededor de 1956, pero no se ha encontrado evidencia que corrobore sus alegaciones y el consenso entre historiadores es que probablemente no es real, aunque tampoco se sabe a ciencia cierta si es falsa.

## Supuestos orígenes y contenidos
La historia de como surgió la carta a la luz pública asegura que durante la noche del 19 de mayo de 1937, agentes de la policía secreta soviética NKVD realizaron un cateo de rutina en un apartamento perteneciente a un oficial del Ejército Rojo que había sido arrestado por sospechas de crímenes ideológicos. Durante el cateo, los agentes comunistas encontraron una fotocopia de un archivo proveniente de la Ojrana (nombre moderno con el que se conoce al Departamento para la Protección de la Seguridad Pública y el Orden del Imperio Ruso): el archivo estaba fechado el 12 de julio de 1913 y se trataba de un resumen escrito por un coronel de la Ojrana llamado Alexander Mikhailovich Eremin.
La carta habría sido escrita en las oficinas centrales de la Ojrana en San Petersburgo y dirigida a un capitán (también de la Ojrana) emplazado en el pueblo siberiano de Eniseisk a donde Stalin habría sido deportado por sus crímenes como terrorista e insurgente comunista; Eremin le informaba al capitán que Stalin era un prolífico informante de la agencia y resumía toda su carrera como tal que habría supuestamente durado de 1906 a 1912.
La carta asegura que Stalin habría comenzado a trabajar como informante después de haber sido arrestado en Tiflis, Georgia y que habría dejado esta labor totalmente después de haber sido elegido para el Comité Central Bolchevique.
La historia de la carta aseguraría que la razón por la cual Stalin habría mandado ejecutar a leales y prominentes miembros del gobierno soviético como al Mariscal Mijaíl Tujachevski era porque ellos se habrían enterado de la existencia de la carta.

## Historia de publicación
La carta fue conocida al menos desde la década de 1930 y a mitad de la década de 1940 llegó al mundo occidental a través de emigrantes rusos que habían huido de la guerra civil rusa; pero la carta sería finalmente publicada en la portada y en un artículo de un número de la revista Life de 1956 escrita por el disidente soviético Alexander Orlov.
Poco después del artículo de Orlov en la revista Life (ese mismo año), la carta fue publicada de nuevo y analizada más a fondo por el periodista Isaac Don Levine quien había escrito la primera biografía de Stalin en inglés 25 años antes.

## Análisis
Hoy en día se considera que por un consenso amplio de historiadores que la carta es falsa y que es parte de una extensa serie de documentos falsificados del periodo de la Rusia revolucionaria y la historia soviética temprana, escrita y sembrada para desacreditar a Stalin. El mismo León Trotski, político soviético comunista y principal enemigo de Stalin, rechazó las acusaciones de que Stalin hubiese sido un informante, mencionando que aunque Stalin era culpable de incontables crímenes, colaboracionismo con las autoridades zaristas no era uno de ellos.
Adicionalmente, una de las tácticas más comunes entre las autoridades zaristas para sembrar división entre grupos revolucionarios era acusar a algunos de sus miembros de haber cooperado con la policía y se sabe de al menos un comandante de la policía que hubo presumido en público frente a sus amigos sobre lo exitosa que esta estrategia habría resultado y que los bolcheviques habían empezado a sospechar de ellos mismos.
Sin embargo, hay muchos aspectos de la carta a favor de su autenticidad; por ejemplo, la historicidad del Coronel Eremin se encuentra bien establecida y se trata de un funcionario de la Ojrana cuya existencia se ha demostrado y que tuvo una larga y muy ejemplar carrera en el gobierno zarista y fuera del mismo como abogado.
El ex-embajador de los Estados Unidos en la Unión Soviética George F. Kennan resumiría la carta explicando que tan convincente como dudosa en igual medida: 
"Uno de los curiosos trozos de evidencia histórica de los cuales solo puede decir que las marcas de falsedad son muy fuertes para que podamos llamarla genuina y las marcas de verdad son demasiado fuertes para que podamos llamarla enteramente espuria".